# Drama in drie bedrijven
Drama in drie bedrijven is een detectiveverhaal van Agatha Christie. Het werk kwam oorspronkelijk uit in 1934 in de Verenigde Staten onder de titel Three Act Tragedy en werd uitgegeven door Dodd, Mead and Company. Datzelfde jaar bracht William Collins and Sons het boek ook uit in het Verenigd Koninkrijk. In 1935 werd het boek naar het Nederlands vertaald en uitgegeven door Luitingh-Sijthoff.
Het boek werd twee keer verfilmd. De eerste verfilming dateert uit 1986 onder de titel Murder in Three Acts. In 2010 werd het verfilmd als Three Act Tragedy.

## Verhaal
Toneelacteur Charles Cartwright, die beroemd is om zijn rol als de onconventionele Parijse politiecommissaris Aristide Duval, houdt een diner in zijn huis in Cornwall. Onder de genodigden bevinden zich Dr. Bartholomew Strange, mevrouw Mary Lytton Gore en haar dochter Hermione, Kapitein Dacres en zijn vrouw Cynthia, Emily Wills, Oliver Manders, Mr Satterthwaite, dominee Babbington en diens vrouw. De dominee sterft nadat hij van een cocktail dronk. Deze werd ingeschonken door Charles en geserveerd door zijn dienster juffrouw Milray. Omdat er geen vergif in de drank of op het glas werd gevonden, wordt het incident behandeld als een natuurlijke dood. Cartwright is overtuigd dat de dominee werd vermoord. Hij reist af naar Monte Carlo, waar Hercule Poirot zich momenteel bevindt, om diens hulp in te schakelen.
Terwijl Cartwright nog in Monte Carlo is, organiseert Bartholomew Strange een diner in zijn huis in Yorkshire. Hij nodigt dezelfde personen uit. Oliver Manders zijn motorfiets begeeft het waardoor hij ietwat later is. De tijdelijke butler Ellis informeert dokter Strange dat een nieuwe patiënt zich heeft aangeboden in het sanatorium: mevrouw De Rushbridger. Na het diner schenkt Ellis porto in voor de genodigden waarop dokter Strange sterft. Ook ditmaal wordt er geen vergif in de drank of op het glas gevonden, maar verder onderzoek toont wel aan dat de man gestorven is aan een nicotinevergiftiging. Omdat deze zaak verdacht veel overeenkomsten heeft met de dood van Babbington wordt het lijk opgegraven voor een nieuw onderzoek. Ook hij is gestorven aan een nicotinevergiftiging.
Dit nieuws bereikt ook Charles en Poirot. Zij keren terug uit Monte Carlo voor bijkomend onderzoek. Volgens de meid van dokter Strange was de gewoonlijke butler voor twee maanden op verlof en werd hij tijdelijk vervangen door Ellis die met de noorderzon is vertrokken. Het viel haar wel op dat Ellis zijn taak als butler op een vreemde manier uitvoerde. Cartwright vindt in de kamer van Ellis enkele brieven waaruit hij concludeert dat de tijdelijke butler de dokter chanteerde. Emily Wills verklaart dat Ellis een geboortevlek had op zijn rechterhand. 
Poirot ontvangt een telegram van mevrouw De Rushbridger met het verzoek om zo snel mogelijk te komen. Eenmaal in het sanatorium vinden ze haar lijk: ook zij werd vergiftigd met nicotine dewelke verstopt zat in chocola. In Cornwall verhindert Poirot dat juffrouw Milray een chemische substantie tracht te vernietigen.
Poirot roept alle betrokkenen samen. Hij verklaart dat Charles Cartwright de drie moorden heeft gepleegd. Charles wou trouwen met Hermione, maar dat kon niet omdat hij nog steeds getrouwd is met een psychisch gestoorde vrouw die al jaren in een gekkenhuis woont. Volgens de Britse wet kan hij daardoor niet van haar scheiden. Daarom vermoordde hij haar: mevrouw De Rushbridger. Dokter Strange wist dat zij de vrouw was van Charles, dus moest ook hij dood.  (In de Amerikaanse versie wordt ook gesuggereerd dat Charles lijdt aan grootheidswaanzin en dat de dokter hem verplicht wou laten opnemen en dat dit nog een bijkomstige reden was)
Cartwright gebruikte zijn diner eerder als repetitie. Hij wist dat Strange geen cocktails lustte en het glas voor Hermione gaf hij haar zelf. Verder speelde het niet echt een rol wie er zou sterven. Het telegram werd ook niet door De Rushbridger verstuurd, maar wel door Charles. De moord op mevrouw De Rushbridger was bedoeld om Poirot op een vals spoor te zetten. Juffrouw Milray was verliefd op Cartwright en aanwezig op het tweede feest. Cartwright overtuigde haar om de dokter te vergiftigen. Cartwright had de intentie om haar ook te vermoorden, zodat zij nooit de waarheid zou kunnen verklappen, maar Poirot hield haar verborgen.

## Adaptaties
In 1986 werd het boek verfilmd onder de titel Murder in Three Acts met Peter Ustinov in de rol van Hercule Poirot. Het personage van Satterthwaite werd vervangen door Arthur Hastings. Verder speelt het verhaal zich af in Acapulco en is Charles Wartwright een Amerikaanse filmster in plaats van Britse toneelacteur. Ook het motief van de moord werd aangepast.
In 2010 werd het verhaal nogmaals verfilmd voor een aflevering van Agatha Christie's Poirot met David Suchet in de rol van Poirot. In deze versie werd het personage Satterthwaite geschrapt en kleine details werden aangepast. Algemeen gezien blijft het verhaal wel trouw aan het originele.